# Selección femenina de fútbol de Bolivia
La selección femenina de fútbol de Bolivia es el equipo representativo de Bolivia en las competiciones oficiales de Fútbol femenino. Su organización está a cargo de la Federación Boliviana de Fútbol, la cual es miembro de la CONMEBOL.
Bolivia ha participado en nueve de las diez ediciones de la Copa América Femenina, haciendo su primera aparición en la edición de 1995 realizada en Brasil y participando desde entonces en las siguientes ediciones. A pesar de esto, Bolivia nunca ha podido superar la primera fase.

## Estadísticas

### Copa Mundial Femenina de Fútbol
| Edición | Resultado               | Posición                | PJ                      | PG                      | PE                      | PP                      | GF                      | GC                      |
| ------- | ----------------------- | ----------------------- | ----------------------- | ----------------------- | ----------------------- | ----------------------- | ----------------------- | ----------------------- |
| 1991    | No existía la selección | No existía la selección | No existía la selección | No existía la selección | No existía la selección | No existía la selección | No existía la selección | No existía la selección |
| 1995    | No clasificó            | No clasificó            | No clasificó            | No clasificó            | No clasificó            | No clasificó            | No clasificó            | No clasificó            |
| 1999    | No clasificó            | No clasificó            | No clasificó            | No clasificó            | No clasificó            | No clasificó            | No clasificó            | No clasificó            |
| 2003    | No clasificó            | No clasificó            | No clasificó            | No clasificó            | No clasificó            | No clasificó            | No clasificó            | No clasificó            |
| 2007    | No clasificó            | No clasificó            | No clasificó            | No clasificó            | No clasificó            | No clasificó            | No clasificó            | No clasificó            |
| 2011    | No clasificó            | No clasificó            | No clasificó            | No clasificó            | No clasificó            | No clasificó            | No clasificó            | No clasificó            |
| 2015    | No clasificó            | No clasificó            | No clasificó            | No clasificó            | No clasificó            | No clasificó            | No clasificó            | No clasificó            |
| 2019    | No clasificó            | No clasificó            | No clasificó            | No clasificó            | No clasificó            | No clasificó            | No clasificó            | No clasificó            |
| 2023    | No clasificó            | No clasificó            | No clasificó            | No clasificó            | No clasificó            | No clasificó            | No clasificó            | No clasificó            |
| 2027    | Por definir             | Por definir             | Por definir             | Por definir             | Por definir             | Por definir             | Por definir             | Por definir             |
| Total   | 0/9                     | -                       | -                       | -                       | -                       | -                       | -                       | -                       |

### Copa América Femenina
| Edición | Resultado               | Posición                | PJ                      | PG                      | PE                      | PP                      | GF                      | GC                      | Goleadora               |
| ------- | ----------------------- | ----------------------- | ----------------------- | ----------------------- | ----------------------- | ----------------------- | ----------------------- | ----------------------- | ----------------------- |
| 1991    | No existía la selección | No existía la selección | No existía la selección | No existía la selección | No existía la selección | No existía la selección | No existía la selección | No existía la selección | No existía la selección |
| 1995    | Quinto lugar            | 5.º                     | 4                       | 0                       | 0                       | 4                       | 1                       | 44                      |                         |
| 1998    | Fase de grupos          | 9.º                     | 4                       | 0                       | 1                       | 3                       | 5                       | 18                      |                         |
| 2003    | Fase de grupos          | 6.º                     | 2                       | 1                       | 0                       | 1                       | 8                       | 4                       | Zamorano: 4             |
| 2006    | Fase de grupos          | 10.º                    | 4                       | 0                       | 1                       | 3                       | 4                       | 14                      | Morón: 2                |
| 2010    | Fase de grupos          | 7.º                     | 4                       | 1                       | 0                       | 3                       | 5                       | 11                      | Loayza: 2               |
| 2014    | Fase de grupos          | 10.º                    | 4                       | 0                       | 0                       | 4                       | 2                       | 25                      | Morón: 2                |
| 2018    | Fase de grupos          | 7.º                     | 4                       | 1                       | 0                       | 3                       | 1                       | 18                      | Morón: 1                |
| 2022    | Fase de grupos          | 9.º                     | 4                       | 0                       | 0                       | 4                       | 1                       | 16                      | Salvatierra: 1          |
| 2025    | Fase de grupos          | 10.º                    | 4                       | 0                       | 0                       | 4                       | 1                       | 25                      | Doerksen: 1             |
| Total   | 9/10                    | 10.º                    | 34                      | 3                       | 2                       | 29                      | 28                      | 175                     | Morón: 5                |

### Juegos Panamericanos
| Edición | Resultado     | Posición     | PJ           | PG           | PE           | PP           | GF           | GC           |
| ------- | ------------- | ------------ | ------------ | ------------ | ------------ | ------------ | ------------ | ------------ |
| 1999    | No clasificó  | No clasificó | No clasificó | No clasificó | No clasificó | No clasificó | No clasificó | No clasificó |
| 2003    | No clasificó  | No clasificó | No clasificó | No clasificó | No clasificó | No clasificó | No clasificó | No clasificó |
| 2007    | No clasificó  | No clasificó | No clasificó | No clasificó | No clasificó | No clasificó | No clasificó | No clasificó |
| 2011    | No clasificó  | No clasificó | No clasificó | No clasificó | No clasificó | No clasificó | No clasificó | No clasificó |
| 2015    | No clasificó  | No clasificó | No clasificó | No clasificó | No clasificó | No clasificó | No clasificó | No clasificó |
| 2019    | No clasificó  | No clasificó | No clasificó | No clasificó | No clasificó | No clasificó | No clasificó | No clasificó |
| 2023    | Séptimo lugar | 7.º          | 4            | 1            | 1            | 2            | 4            | 10           |
| 2027    | No clasificó  | No clasificó | No clasificó | No clasificó | No clasificó | No clasificó | No clasificó | No clasificó |
| Total   | 1/8           | 12.º         | 4            | 1            | 1            | 2            | 4            | 10           |

## Últimos partidos y próximos encuentros
Actualizado al último partido jugado el 22 de julio de 2025
| Fecha      | Ciudad             | Local     | Resultado | Visitante   | Competición                                |
| ---------- | ------------------ | --------- | --------- | ----------- | ------------------------------------------ |
| 31-05-2024 | Cochabamba         | Bolivia   | 1:2       | El Salvador | Partido amistoso                           |
| 03-06-2024 | Cochabamba         | Bolivia   | 0:2       | El Salvador | Partido amistoso                           |
| 26-10-2024 | Lima               | Perú      | 1:0       | Bolivia     | Partido amistoso                           |
| 26-10-2024 | Villa del Salvador | Perú      | 2:1       | Bolivia     | Partido amistoso                           |
| 13-07-2025 | Quito              | Bolivia   | 0:4       | Paraguay    | Copa América Femenina 2025                 |
| 16-07-2025 | Quito              | Bolivia   | 0:6       | Brasil      | Copa América Femenina 2025                 |
| 19-07-2025 | Quito              | Venezuela | 7:1       | Bolivia     | Copa América Femenina 2025                 |
| 22-07-2025 | Quito              | Colombia  | 8:0       | Bolivia     | Copa América Femenina 2025                 |
| 24-10-2025 | Por definir        | Bolivia   | -:-       | Ecuador     | Liga de Naciones Femenina Conmebol 2025-26 |
| 28-10-2025 | Por definir        | Chile     | -:-       | Bolivia     | Liga de Naciones Femenina Conmebol 2025-26 |
| 28-11-2025 | Por definir        | Bolivia   | -:-       | Colombia    | Liga de Naciones Femenina Conmebol 2025-26 |
| 2-12-2025  | Por definir        | Argentina | -:-       | Bolivia     | Liga de Naciones Femenina Conmebol 2025-26 |

## Jugadoras
Convocatoria para disputar los Juegos Panamericanos 2023. 
| N.º | Nombre               | Posición       | Edad    | Club                      |
| --- | -------------------- | -------------- | ------- | ------------------------- |
| 1   | Alba Salazar         | Guardameta     | 20 años | PM Friol                  |
| 12  | Vanessa Ojeda        | Guardameta     | 17 años | Santa Cruz                |
| 2   | Ericka Morales       | Defensa        | 30 años | Oriente Petrolero         |
| 3   | Aidé Mendiola        | Defensa        | 24 años | Oriente Petrolero         |
| 4   | Eyda Juliana Serrudo | Defensa        | 25 años | Universidad Cruceña       |
| 5   | Érika Salvatierra    | Defensa        | 35 años | Águilas FC                |
| 16  | Lucerito Bravo       | Defensa        |         | Blooming                  |
| 7   | Mariana Jael Ayala   | Defensa        |         | Exótico                   |
| 6   | Yaneth Viveros       | Centrocampista | 32 años | Oriente Petrolero         |
| 10  | Briseyda Orellana    | Centrocampista |         | Jorge Wilsterdamnn        |
| 11  | Ana Huanca           | Centrocampista | 38 años | Astor Cochabamba          |
| 15  | Samantha Alurralde   | Delantero      | 21 años | The Strongest             |
| 9   | Carla Méndez         | Delantero      | 28 años | Oriente Petrolero         |
| 14  | Ana Paula Rojas      | Delantero      | 28 años | Always Ready              |
| 13  | Ivana Maya Siles     | Delantero      | 23 años | Nebraska Lopers           |
| 17  | Luana San Miguel     | Delantero      | 22 años | Northern Oklahoma College |

## Seleccionadores
| # | Nombre                   | Período | Período | Período |
| # | Nombre                   | Desde   | Hasta   |         |
| - | ------------------------ | ------- | ------- | ------- |
| 1 | 🇧🇴 Erasmo Rojas          | 1995    | 1995    |         |
| 2 | Marco Sandy              | 2014    | 2015    |         |
| 3 | Napoleón Cardozo         | 2019    | 2019    |         |
| 4 | Zdenscka Bacarreza       | 2020    | 2021    |         |
| 5 | Rosana Gómez             | 2022    | 2023    |         |
| 6 | Juan Mauricio Villarroel | 2024    | Act.    |         |